# Dionysiuskirche (Kirchderne)

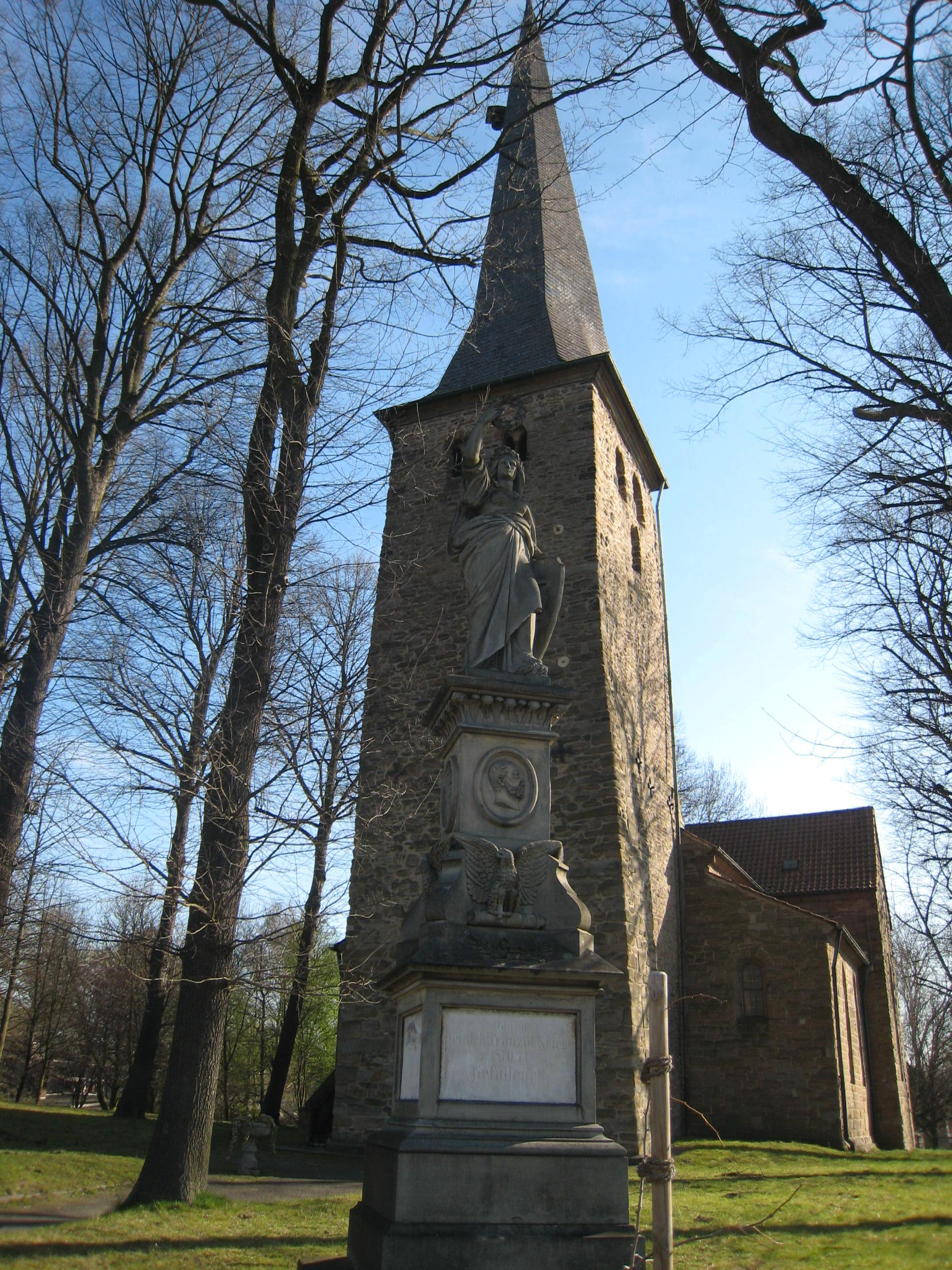
Turmansicht

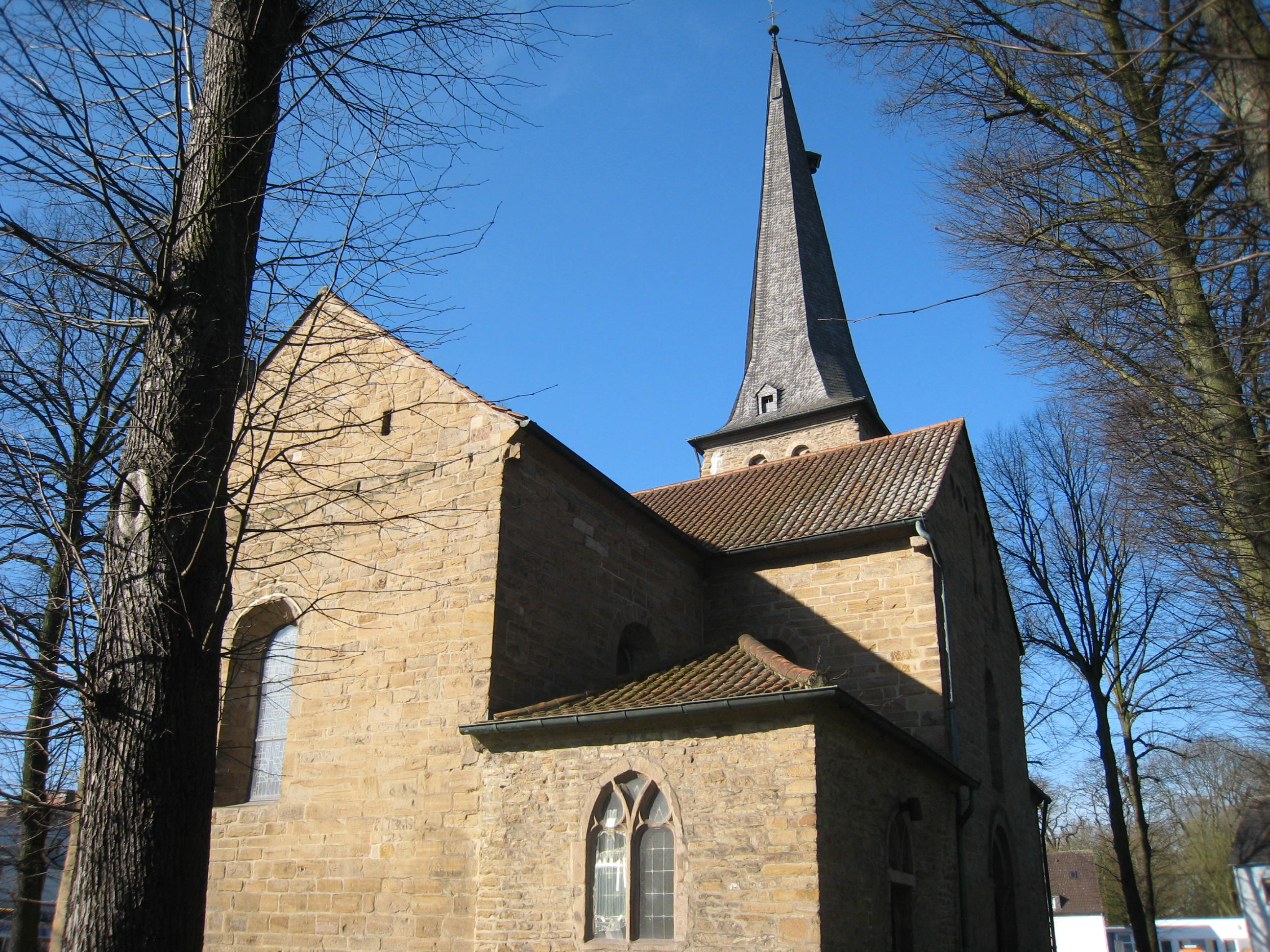
Die Dionysiuskirche von der Nordostseite heute

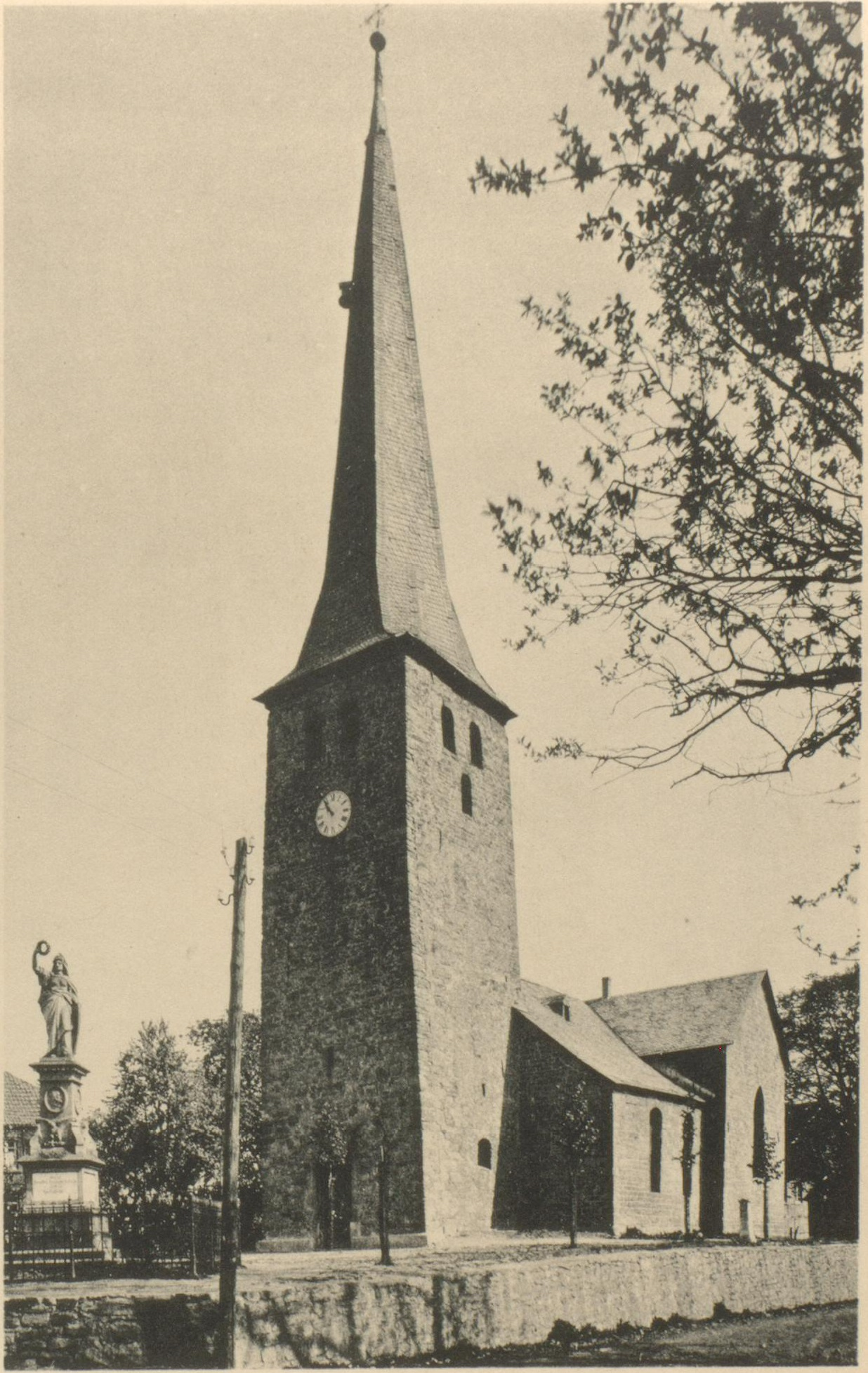
Südwestseite der Dionysiuskirche um 1890

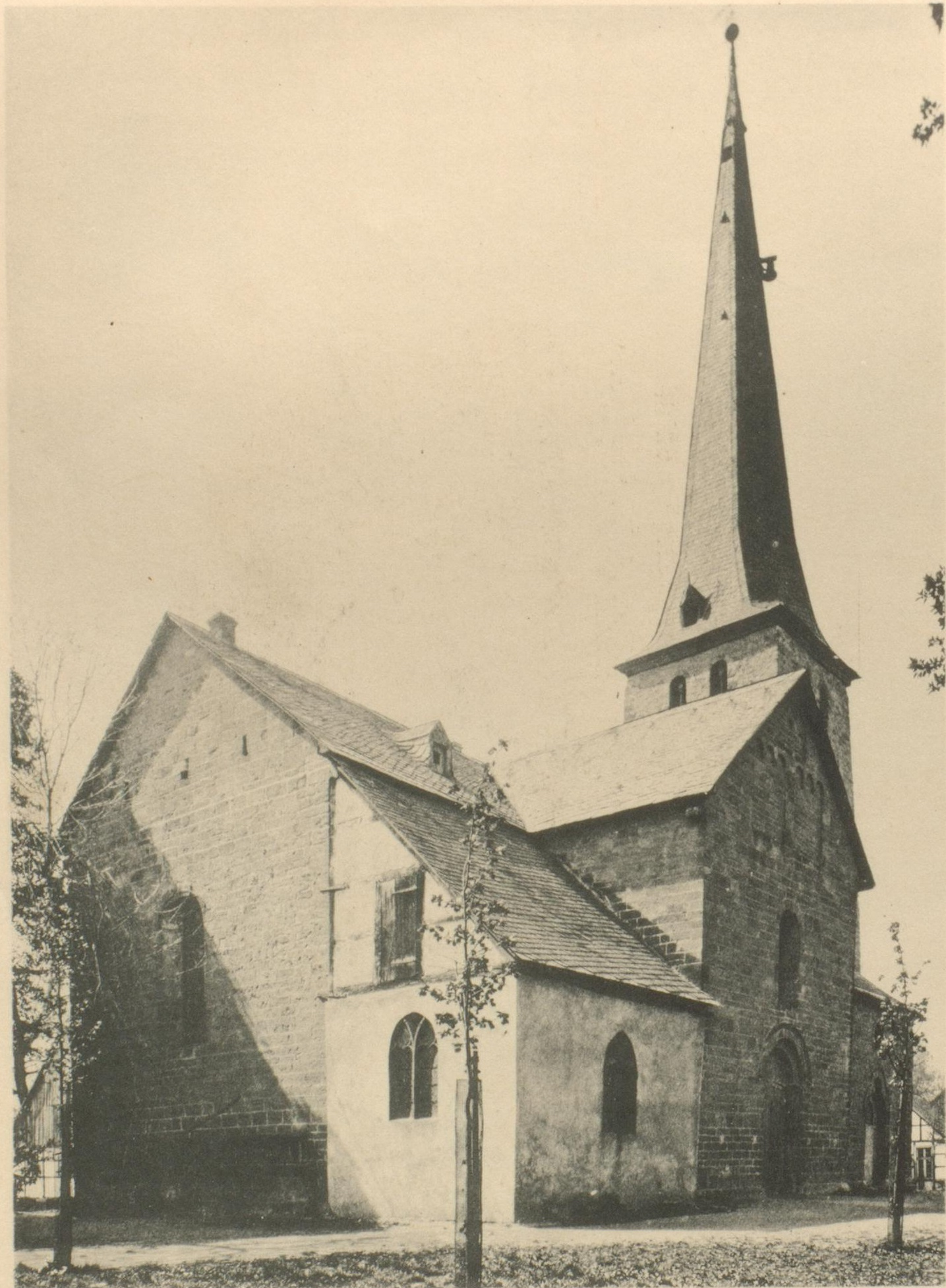
Nordostseite der Dionysiuskirche in Kirchderne um 1890

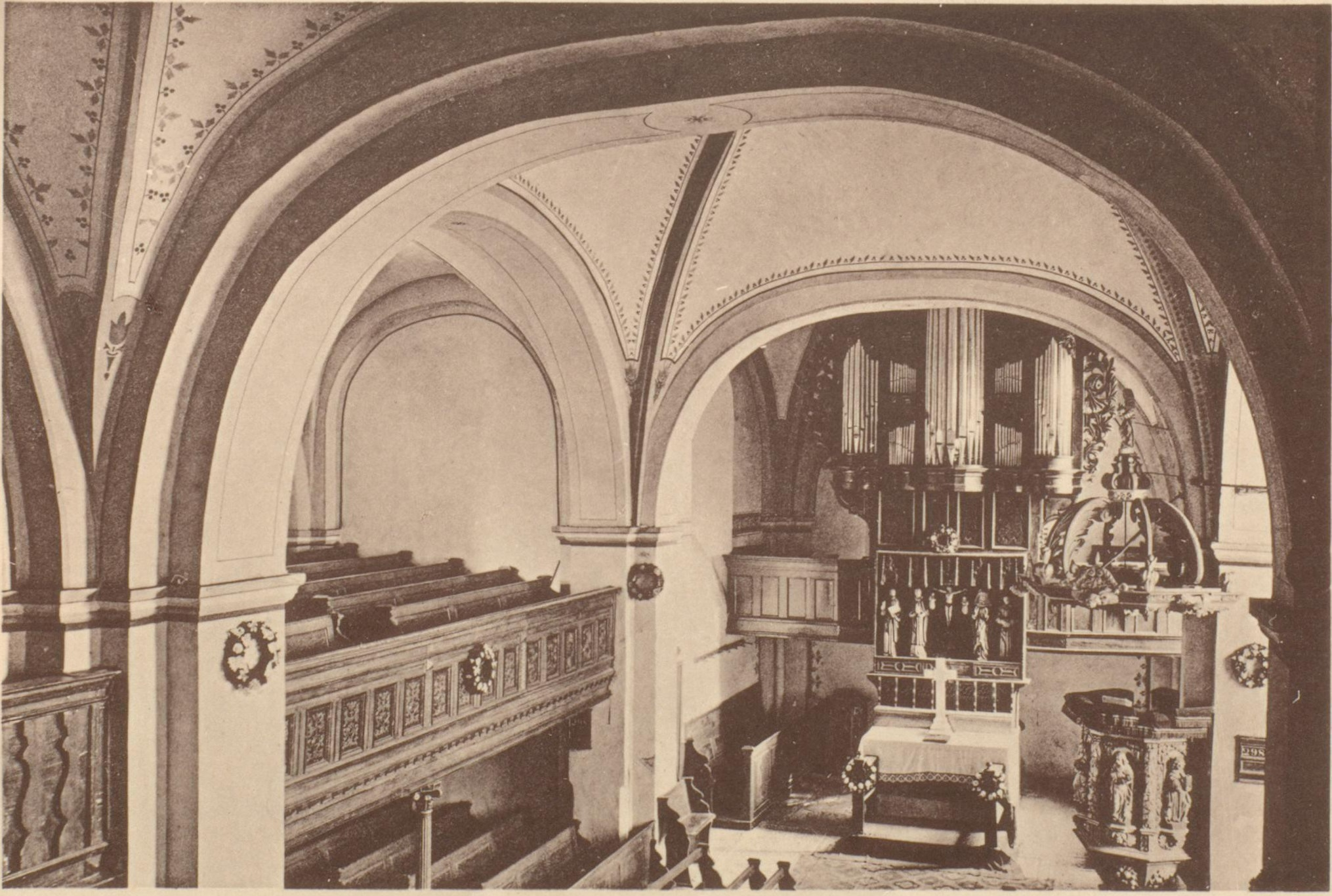
Innenansicht der Dionysiuskirche in Kirchderne um 1890

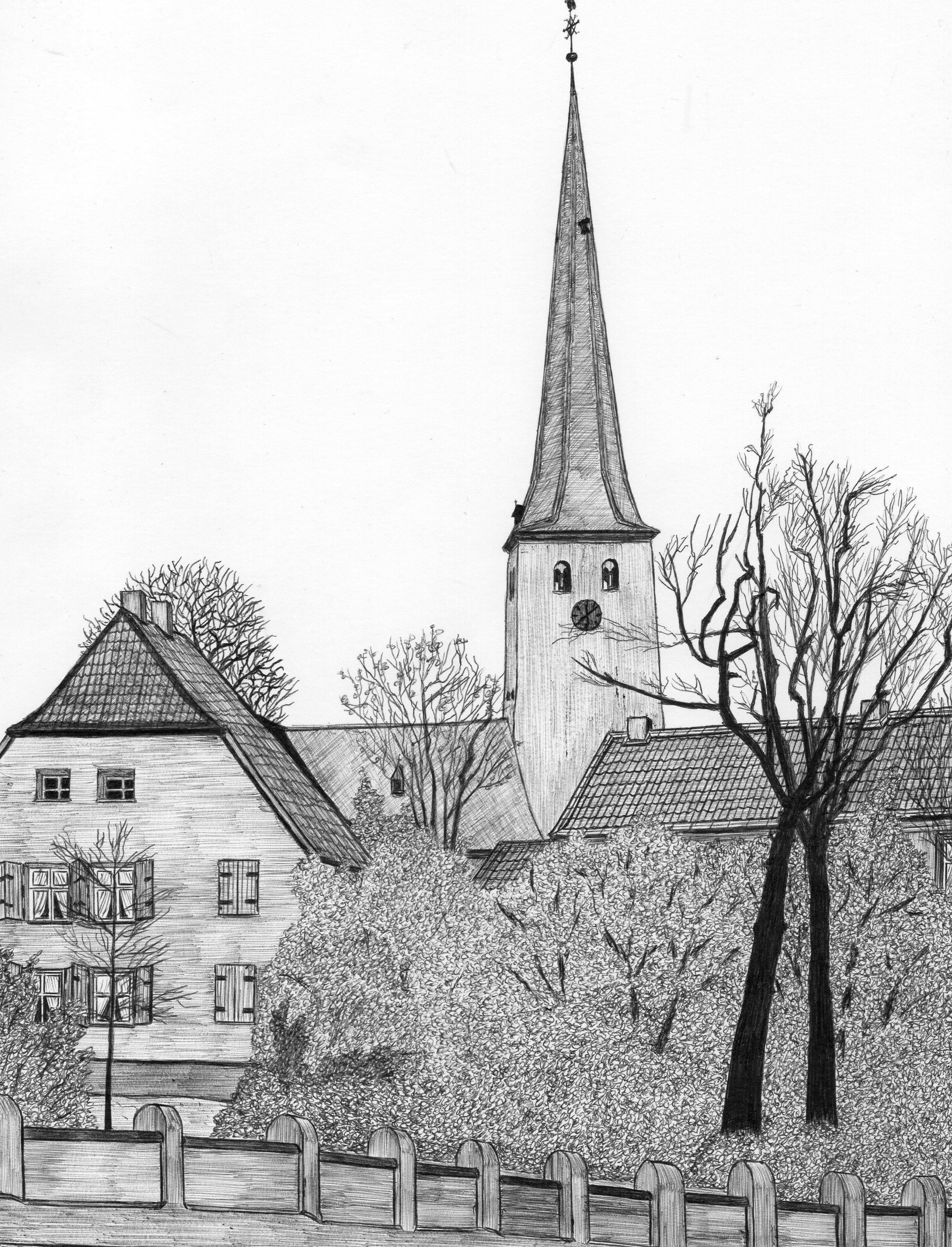
Die Dionysiuskirche vom Grüggelsort aus gesehen, um 1932

Die evangelische Kirche ist ein denkmalgeschütztes Kirchengebäude am Grüggelsort 1 in Kirchderne, einem Stadtteil von Dortmund in Nordrhein-Westfalen.

## Geschichte und Architektur
Die Kirche war ursprünglich dem hl. Dionysius geweiht. Die Pfarre wurde erstmals 1189 urkundlich erwähnt. Die romanische, einjochige Stufenhalle mit einem wenig vortretenden Querhaus und gerade schließendem Chorjoch, steht auf einem ehemaligen Kirchhof. Sie wurde im zweiten Viertel des 13. Jahrhunderts errichtet. Der schlanke aus dicken Mauern errichtete Westturm wurde ursprünglich als Wehrturm errichtet und ist älter als das Kirchenschiff. Er wurde aus unbehauenen Sandsteinbrocken errichtet und verjüngt sich von unten nach oben. Im Jahr 1419 wurde der Turm jedoch teilweise zerstört. Danach wurde er wiederaufgebaut und aufgestockt. Der sechseckige gotische Turmhelm wurde erst im Jahr 1701 aufgesetzt. Nördlich am Chor wurde eine spätgotische Sakristei angebaut. Die Kirche wurde 1944 während des Zweiten Weltkrieges stark beschädigt und von 1947 bis 1948 wieder aufgebaut. Dafür wurden bis zu 48 Quadersteine des zerstörten Dortmunder Rathauses verwendet. Eine weitere Renovierung wurde 1975 vorgenommen. Die separaten Dächer über dem Langhaus wurden gemäß dem ursprünglichen Zustand rekonstruiert. Das Westportal stammt wohl aus der Zeit um 1900. Der Innenraum ist breit und nicht sonderlich hoch. Dem quadratischen Mittelschiffjoch sind zwei kleine quadratische Joche seitlich zugeordnet. Die schmalere Turmhalle ist zum Schiff hin offen. Die Querarme an der Vierung sind kurz, in der Ostwand des nördlichen Querarmes befindet sich eine flache Nische. Die Seitenschiffwände sind durch breite Pilaster gegliedert. In den Chor und die Vierung wurden Kreuzrippengewölbe eingezogen, ansonsten wurden Gratgewölbe eingebaut. Die Kirche ist ein frühes Beispiel für das gebundene System bei Stufenhallen.

## Ausstattung
- In den einfachen romanischen Taufstein vom 12. Jahrhundert wurden in der Barockzeit zwei Wappen eingemeißelt.
- Die vier kleinen Holzskulpturen stammen von einem 1944 zerstörten Altarretabel; sie wurden um 1520 neu gefasst.
- Vor der Kirche steht ein Kriegerdenkmal.

## Glocken
Die Dionysiuskirche besitzt ein komplett historisches Geläut aus dem 16. Jahrhundert. Die älteste Glocke (f') von 1530 nimmt Bezug auf den Heiligen Dionysius, sie hat einen Durchmesser von 1,155 m und wiegt ca. 1.000 kg. Die kleine Glocke (Durchmesser 0,819 m, Gewicht ca. 300 kg), sog. „Silberglocke“ stammt aus dem Jahre 1582. Sie wurde 1928, im Zuge der Installation der neuen Bronzeglocke (siehe unten), um einen 1/2-Ton tiefer auf b' gestimmt. Die große Glocke (Durchmesser 1,180 m) hatte unter dem Ornamentband folgende Inschrift: M. Hendiricus Martinus Pastor, Ludolf Schulte zu Rodinck, Cordt Welpmann, Heinrich Kreieke ...custos. Anno 1639. Höchstwahrscheinlich war diese Glocke ein Werk lothringischer Gießer, die im gleichen Jahr 2 Glocken für die Dortmunder Petrikirche lieferten. Diese Glocke musste kurz vor Ende des Ersten Weltkrieges abgeliefert werden und wurde wahrscheinlich eingeschmolzen. An ihre Stelle trat 1928 eine kleinere Bronzeglocke (Durchmesser 0,990 m) der Gießerei Rincker. Auch diese Glocke wurde im Zweiten Weltkrieg an die Heeresverwaltung abgeliefert und das Metall zu Kriegszwecken verwendet. Doch schon im Dezember 1947 konnte Ersatz durch eine ostdeutsche „Patenglocke“ aus Grupenhagen (Kreis Schlawe in Pommern) gefunden werden. Diese mittlere Glocke (g') stammt aus dem Jahre 1583 und hat einen Durchmesser von 0,945 m bei einem Gewicht von ca. 535 kg. Im Jahr 1928 wurde ein elektrisches Antriebswerk eingebaut. Seit 2003 steht das Geläut unter Denkmalschutz.